# 島津亮
島津 亮（しまづ りょう、1918年7月18日 - 2000年3月1日）は、俳人。
香川県出身。旧制大阪外国語学校（現・大阪大学外国語学部）蒙古語学科卒。1946年、応召先の天津から引揚げ、句作開始。鈴木六林男らの「青天」を通じて西東三鬼に会い師事する。1948年「雷光」創刊同人（1950年廃刊）。1951年「梟」創刊同人。1957年「夜盗派」同人（1960年終刊）。1960年「縄」同人。1962年「海程」創刊同人。1968年「ユニコーン」創刊同人。代表句に「怒らぬから青野でしめる友の首」など。この句は金子兜太が『今日の俳句』（1965年）で取り上げて広く知られるようになった作品で、同性愛的な趣があるとも評されている。1956年の作で、島津の句はこの頃より前衛俳句の傾向を強め、関西における前衛俳句運動の中心の一人となっていった。句集に『紅葉寺境内』『記録』『唱歌』『亮の世界』がある。